# Parlement de la république du Congo

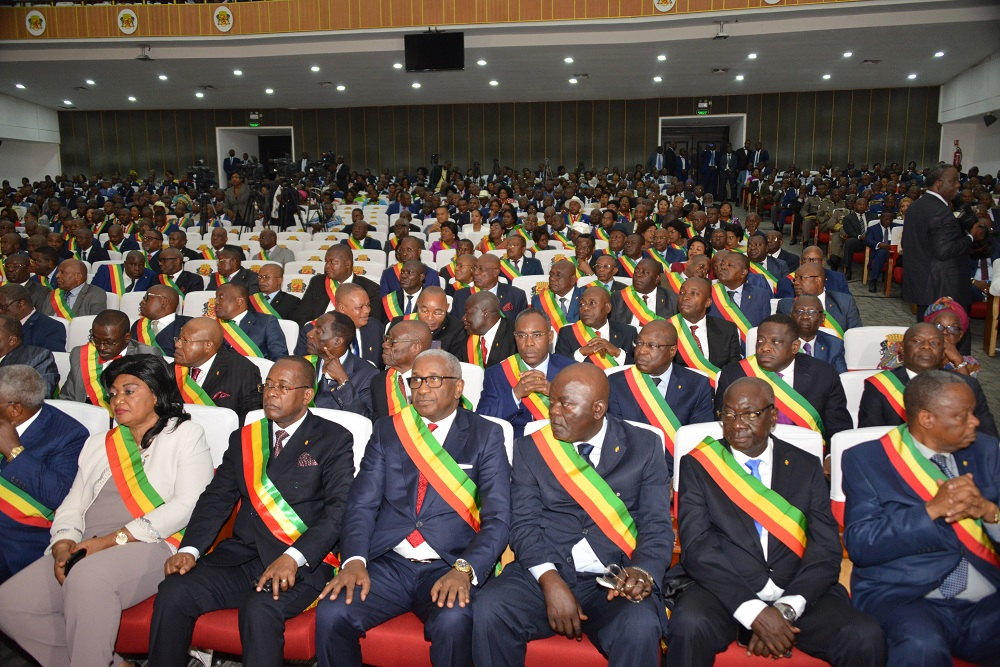
Le parlement suivant le discours sur l'état de la nation présenté par le président Denis Sassou-Nguesso en Décembre 2019

Le Parlement de la république du Congo
constitue l'organe législatif bicaméral de la république du Congo.
Ses deux chambres sont :
- le Sénat qui forme sa chambre haute ;
- l'Assemblée nationale qui forme sa chambre basse.